# Kunti
Kunti (sanskrt: कुन्ती) lik je iz hinduističke mitologije. Opisana kao žena iznimne ljepote i inteligencije, a bila je indijska kraljica u spjevu Mahabharati. Kuntino prvotno ime jest Pritha (sanskrt: पृथा).
Kuntini biološki roditelji bili su poglavica Shurasena i njegova supruga Marisha. Međutim, Kunti je posvojio rođak Kuntibhoja. Tijekom svoje adolescencije, Kunti je od jednog mudraca dobila savjet – kako, uz mantru, prizvati boga i začeti. Nakon što je prizvala boga Sunca Surju, Kunti je rodila sina, Karnu, ali suočena je sa stigmom, zbog čega je napustila vlastito dijete.
Kuntin je muž postao Pandu, kralj Kurua; nakon kraljeve smrti, kraljica Madri postala je sati, premda to nije bila Kuntina sudbina. Kunti se na kraju života povukla u šumu.